# Septobasidium stereoides
Septobasidium stereoides är en svampart som beskrevs av Höhn. & Litsch. 1907. Septobasidium stereoides ingår i släktet Septobasidium och familjen Septobasidiaceae.   Inga underarter finns listade i Catalogue of Life.